# Dauphin (Schiffsname)
Dauphin (franz.: Delfin) ist der Name einer Reihe von U-Booten der französischen Marine:
- Dauphin (1927): war ein U-Boot der Requin-Klasse. Das Boot 1941 aufgelegt und 1943 von den Deutschen zerstört.
- Dauphin (1958): war ein U-Boot der Narval-Klasse. Das Boot wurde 1992 außer Dienst gestellt.